# Vanoverberghia sasakiana
Vanoverberghia sasakiana är en enhjärtbladig växtart som beskrevs av Funak. och Hiroyoshi Ohashi. Vanoverberghia sasakiana ingår i släktet Vanoverberghia och familjen Zingiberaceae. Inga underarter finns listade i Catalogue of Life.